# Instructions par seconde
L'instruction par seconde (IPS) est une unité de mesure de la performance d'un système informatique. On l'exprime généralement en million d'instructions par seconde (MIPS). Le nombre d'opérations en virgule flottante par seconde (FLOPS) est également utilisé.

## Performance
Dans un processeur, une opération est exécutée par plusieurs types d'instructions  déplacement, le calcul ou la comparaison. L'architecture du processeur est donc à prendre en compte en plus du nombre de MIPS associé, avant d'en déduire un quelconque indice de performance.
Il existe deux architectures de processeurs principales : RISC et CISC. Le nombre d'instructions nécessaires pour effectuer une opération varie pour chacune d'entre elles. Un processeur CISC exécute la plupart des instructions élémentaires (addition, multiplication, tests, etc.) en une période d'horloge, tandis qu'il faut généralement quatre périodes d'horloge à un processeur RISC pour obtenir le même résultat. Cependant, le système de pipeline dans les architectures RISC permet d'optimiser l'exécution d'instructions, rendant d'autant plus délicat le lien entre le nombre de MIPS et la performance réelle du processeur.
Comparer deux processeurs de même architecture en se basant sur le nombre d'instructions par seconde est une mesure comparative de performance fiable. En revanche ça l'est moins pour des architectures différentes.